# 岡村甫
岡村 甫（おかむら はじめ、1938年9月18日 - ）は、日本の工学者。工学博士。専門はコンクリート工学。高知工科大学理事長。東京大学名誉教授。

## 人物
高知県出身。東京大学大学院工学系研究科土木工学専攻博士課程修了。東京大学工学部学部長、高知工科大学第2代学長を経て高知工科大学理事長。
学生時代は東京大学運動会硬式野球部の投手として、東京六大学リーグ通算71試合登板、17勝35敗、防御率2.82、120奪三振。アンダースローから17勝を挙げるが、東京大学の投手として通算最多勝利記録となっている。のちに同大で野球部監督・部長も務めた。
東京六大学野球連盟元理事長。土木学会名誉会員、ACI名誉会員。土木学会論文賞、コンクリート工学協会論文賞、日系BP技術賞、紫綬褒章、土木学会功績賞など。

## 略歴（主なもの）
- 1957年 私立土佐高等学校卒業
- 1961年 東京大学工学部土木工学科卒業
- 1966年 東京大学大学院工学系研究科土木工学専攻博士課程修了、工学博士。東京大学工学部専任講師。
- 1966年 米国テキサス大学研究員（1968年まで）。
- 1968年 東京大学工学部助教授就任。
- 1982年 東京大学工学部教授就任。この間、英国リーズ大学客員教授、米国ワシントン大学客員教授、アジア工科大学（タイ国）客員教授。
- 1996年 東京大学大学院工学系研究科長（1998年まで）、東京大学工学部学部長（1998年まで）。
- 1999年 高知工科大学副学長に就任。東京大学名誉教授。
- 1999年 第87代土木学会会長に就任（2000年まで）。
- 2001年 高知工科大学学長に就任（2007年まで）。紫綬褒章[2]。
- 2009年 高知工科大学理事長に就任。

## 逸話
土佐高校時代、2年生までに受験勉強を済ませて東京大学への合格の確信を得たことから、3年生になって野球部に入部したという。実際に東京大学工学部に現役合格している。